# مایکروسافت آفیس ۲۰۰۴ برای مک
مایکروسافت آفیس ۲۰۰۴ برای مک (به انگلیسی: Office 2004 for Mac) نسخه مایکروسافت آفیس است که برای مک او اس. معادل آفیس ۲۰۰۳ برای ویندوز است. این نرم‌افزار در ابتدا برای پاور پی سی مک‌ها نوشته شده بود، بنابراین مکینتاش با CPUهای Intel باید برنامه را تحت لایه شبیه‌سازی Rosetta Mac OS X اجرا کنند. به همین دلیل با Mac OS X 10.7 و جدیدتر سازگار نیست.

## نسخه‌ها
مایکروسافت آفیس ۲۰۰۴ برای مک در سه نسخه استاندارد، حرفه ای و دانشجو و معلم موجود است.
هر سه نسخه شامل ورد، اکسل، پاورپوینت و همراهان هستند. نسخه حرفه ای Virtual PC را اضافه می‌کند.
نسخه Student and Teacher نمی‌تواند به روز شود، به این معنی که وقتی نسخه بعدی آفیس منتشر شد، افرادی که نسخه دانش آموز و معلم را خریداری کرده‌اند، باید یک بسته جدید خریداری کنند.

## نقد و بررسی
تصاویر درج شده در هر برنامه آفیس ۲۰۰۴ با استفاده از برش و چسباندن یا کشیدن و رها کردن در پرونده ای که گرافیک درج شده را هنگام مشاهده در دستگاه ویندوز نمایش نمی‌دهد. در عوض، به کاربر ویندوز گفته شده‌است «برای دیدن این تصویر نیاز به دکمه کمپرسور QuickTime و TIFF (LZW) دارید». پیتر کلارک از وبلاگ گیک بوی یک راه حل در دسامبر ۲۰۰۴ ارائه داد. با این حال، این موضوع در آفیس ۲۰۰۸ ادامه دارد.